# Noah Preminger

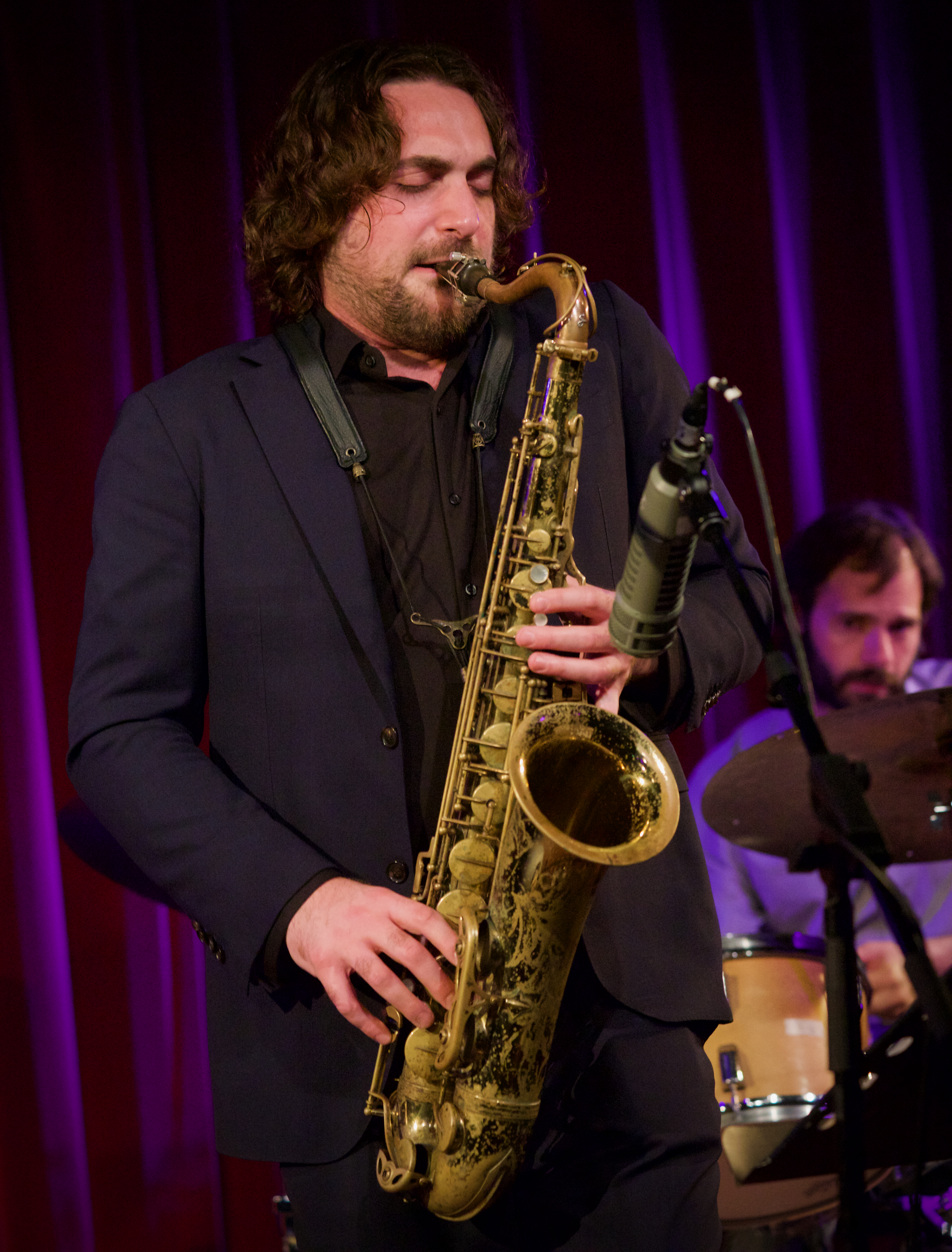
Noah Preminger

Noah Preminger (* 2. Juni 1986 in Brooklyn, New York City) ist ein US-amerikanischer Jazzmusiker (Tenorsaxophon, Komposition) des Modern Jazz.

## Leben und Wirken
Preminger wuchs in Canton (Connecticut) auf. Auf der Highschool erhielt er Saxophonunterricht bei Dave Liebman, um dann am New England Conservatory zu studieren. Kurz nach seinem 21sten Geburtstag legte er sein Debütalbum Dry Bridge Road vor, das er mit Russ Johnson, Frank Kimbrough, Ben Monder, John Hébert und Ted Poor 2007 eingespielt hatte und das im Critics Poll der Village Voice als Debütalbum des Jahres ausgezeichnet wurde. In den folgenden Jahren spielte er eine Reihe von Alben unter eigenem Namen u. a. für das Label Palmetto Records ein. Des Weiteren trat er mit Billy Hart, Dave Holland, John Patitucci, Fred Hersch, Dave Douglas, Rudy Royston, Rob Garcia, Joe Lovano, Victor Lewis, John und Bucky Pizzarelli, Billy Drummond, George Cables, Roscoe Mitchell und Eddie Henderson auf. In New Yorker Clubs wie der 55 Bar und Smalls spielte er zuletzt auch mit Michael Feinberg. Mit seinem Quartett mit Jason Palmer (Trompete), Kim Cass (Bass) und Dan Weiss (Drums) trat er 2019 auch in Europa auf.
Im Bereich des Jazz war er zwischen 2007 und 2018 an 23 Aufnahmesessions beteiligt. 2018 entstand das dem Cousin seines Großvaters Otto Preminger gewidmete Album Preminger Plays Preminger, mit Jason Moran, Kim Cass und Marcus Gilmore. 2017 wurde er im Down-Beat-Kritiker-Poll Sieger in der Kategorie Rising Star.

## Diskographische Hinweise
- Some Other Time (2016)
- Genuinity (Criss Cross, 2017, mit Kim Cass, Dan Weiss)
- After Life (Criss Cross, 2019, mit Jason Palmer, Max Light, Kim Cass, Rudy Royston)
- Zigsaw: Music of Steve Lampert (2019)
- Noah Preminger & Kim Cass: Thunda (2021)
- Noah Preminger & Kim Cass: The Dank (2023)
- Jeff Cosgrove, Noah Preminger, Kim Cass: Confusing Motion for Progress (2023)
- Ballads (Chill Tone 2025)[4]